# Bena prasina
Bena prasina är en fjärilsart som beskrevs av Nikolaus Poda von Neuhaus 1761. Bena prasina ingår i släktet Bena och familjen trågspinnare. Inga underarter finns listade i Catalogue of Life.